# Robert Misrahi
Pour les articles homonymes, voir Misrahi.
Robert Misrahi, né le 3 janvier 1926 à Paris et mort le 1er octobre 2023 à Saint-Cyr-du-Vaudreuil,, est un philosophe français.
Spécialiste de Spinoza, il consacre son travail à la liberté et au bonheur. Professeur émérite de philosophie de l'éthique à l'Université Panthéon-Sorbonne (Université de Paris I Sorbonne), il a publié de nombreux ouvrages sur Spinoza et consacré l'essentiel de son travail à la question du bonheur. Il a publié plusieurs articles dans  l'encyclopédie Encyclopædia Universalis, Le Dictionnaire des philosophies « PUF », dans la revue Les Temps modernes et aussi dans la presse Libération, Charlie Hebdo et le Nouvel observateur.

## Biographie
Robert Misrahi naît à Paris le 3 janvier 1926, de parents juifs turcs qui venaient de Turquie, dans un milieu extrêmement modeste. Il obtient la nationalité française à l'âge de dix ans. Son père était tailleur. Sa mère souffrait de troubles psychotiques, elle sera internée et finira sa vie internée en hôpital psychiatrique. Elle est internée lorsque Robert Misrahi était très jeune, à 8 ans. Il se retrouve dans une certaine solitude, dans un vide familial, puisque son père soit travaillait, soit cherchait du travail. Il avait un frère qui sera placé dans de la famille proche, puisque le père ne pouvait pas assumer à lui seul, la prise en charge de ses deux enfants en bas âge. On voit que les perspectives d’avenir, à ce moment-là, de Robert Misrahi, sont fort éloignées de la philosophie. Il raconte, dans son autobiographie, qu’en 1938 à l’âge de 12 ans, il rencontre un oncle qui lui offre une place d’apprenti dans son salon de coiffure. Et là, il est très enthousiaste. Il rentre chez lui et rapporte cette bonne nouvelle à son père, qui s’énerve et lui dit qu’il n’en est absolument pas question et qu’il « continuerait l’école ». Plusieurs fois, son père va être, malgré son absence, quelqu’un qui va dire ce qu’il faut à des moments importants de la vie de Robert Misrahi.
En 1939, c’est la déclaration de guerre. À ce moment-là, la mairie du 13e arrondissement décide d’évacuer les enfants vers l’arrière, dans un château qui se situe au nord d’Angers. C’est un événement très important auquel Robert Misrahi accorde beaucoup de place dans son autobiographie, puisqu’il vit une sorte de contraste entre son milieu modeste, triste, avec peu d’entourage familial, et une ambiance dans une demeure qu’il décrit comme un château. Pour lui, avec ses yeux d’enfant, c’était une demeure magnifique dans une ambiance joyeuse de colonie de vacances, qui comblait en quelque sorte la solitude de sa vie quotidienne. Germe alors en lui l’idée que le bonheur, ce petit rien de lumière, comme parfois comme il l’écrit, est peut-être possible et envisageable.
Après, en 1940, c’est le retour à Paris, le Paris de l’occupation, et en 42, il faut porter l’étoile jaune. Misrahi a 16 ans, et il prend conscience que cette étoile va le stigmatiser et le désigner pour la mort. Avec elle, il sait qu’il risque arrestation et déportation, et d’ailleurs, une grande partie de sa famille va mourir en déportation. Il prend une décision extrêmement courageuse ou folle, sur les quais de seine, il décide de découdre et d’enlever son étoile. Et c’est une décision importante pour comprendre que la place de l’acte libre dans sa philosophie, n’est pas une position de principe théorique. Misrahi aura beaucoup de chance, puisqu’il a échappé de nombreuses fois à différents contrôles. Il explique que par là, il ne souhaitait pas nier son judaïsme, mais qu’il souhaitait être juif à sa façon, et non pas comme les autres le décident. Un juif laïque, écrira-t-il plus tard, en 1963, dans un ouvrage qui s’appelle La condition réflexive de l’homme juif. Il faut dire que la famille Misrahi n’était pas très pratiquante, son père ne lui imposera rien là non plus, et il lui en sera pour toujours, là aussi, très reconnaissant.
Cela a une incidence, puisque sa philosophie va être marquée par un profond athéisme. Si on compare un autre grand philosophe, à savoir Emmanuel Lévinas on est vraiment dans un autre univers, on n’y trouve aucune trace de religiosité, ou d’appétence, ou d’attrait pour une forme de transcendance, ou de métaphysique. Si on cherche ça, on ne le trouvera pas dans cette philosophie, c’est clair, c’est quelque chose qui ne l’intéresse pas.
En poursuivant les grandes étapes de sa vie, on va entrer dans les sources de sa pensée et de sa philosophie. Robert Misrahi est en terminale, et son professeur de philosophie, Raymond Polin, fait découvrir à sa classe deux auteurs fondamentaux, qui vont l’être pour lui en tout cas, il y en avait certainement d’autres, mais il retient ceux-là : l’un, c’est Spinoza, et l’autre, c’est Sartre.
Spinoza sera son philosophe préféré, toute sa vie. Il commente ses œuvres, il éditera sa correspondance dès 1954 à la Pléiade. Il propose plus tard une nouvelle traduction de l’Ethique, qui est disponible en Livre de poche, et qui est très intéressante, déjà par la qualité de l’écriture et de la traduction, ainsi pour son appareil critique de notes, extrêmement précieux, pour entrer dans cette pensée qui n’est pas simple d’accès, quand on n’a pas un passeur ou un cours, ou des tutos actuellement.
En terminale, Misrahi découvre aussi Sartre. Son professeur avait donné à lire L’Imaginaire, qui était publié en 1940 et il signale à sa classe la parution à venir d’un ouvrage important qui est L’Être et le Néant , livre que Misrahi s’empresse de lire dès qu’il est publié en 1943, à 17 ans. Il est porté par l’enthousiasme de cette lecture, il veut rencontrer ce philosophe qui parle si bien de la liberté, et il lui écrit au Café de Flore. Sartre va lui répondre, et c’est le début de rencontres qui se dérouleront des années, à peu près tous les mois. Il y a aussi une information importante : Sartre sait que Misrahi vient d’un milieu modeste, et il va le soutenir financièrement jusqu’à ce qu’il obtienne son agrégation de philosophie. Ça, c’est l’aspect de Sartre qu’on ignore peut-être, Misrahi n’était pas le seul à être ainsi soutenu, quand il y avait des jeunes étudiants qui auraient pu renoncer, Sartre donnait sa petite enveloppe régulièrement pour les soutenir. Il lui permettra aussi de publier un grand nombre d’articles dans sa revue Les temps modernes.
Encore étudiant, Misrahi suit aussi les cours de Gaston Bachelard. Il est très sensible à la personnalité de Bachelard, une personnalité chaleureuse, et aussi à sa pensée qui savait articuler aussi bien une réflexion sur l’imagination créatrice que sur la rationalité scientifique. Les deux ne se jouaient pas l’une contre l’autre, même si ce n’est pas dans les mêmes ouvrages, c’était quelque chose qui était complémentaire. Misrahi sera particulièrement marqué par les ouvrages consacrés à la rêverie matérielle, autour des quatre éléments, l’eau, l’air, la terre, le feu.
Quand il obtient son agrégation de philosophie, Misrahi enseigne plusieurs années au lycée, puis, il deviendra plus tard, en 1965, maître assistant auprès de Vladimir Jankélévitch dont il avait été l’étudiant, il admirait sa verve, son éloquence, son enthousiasme, son humour, sa joie de vivre. Ce penseur savait déployer une pensée très organisée, structurée, sous une allure à la fois inspirée, Le Je-ne-sais-quoi et le Presque-rien, Quelque part dans l’inachevé. Jankélévitch sera le directeur de sa thèse sur la liberté – puisqu’il ne se contente pas d’avoir l’agrégation, il continue, il fait de la recherche – qui est publiée en 1969 sous le titre Lumière, commencement, liberté. À cette époque, on faisait deux thèses, et la deuxième est consacrée à Spinoza, aussi sur la direction Jankélévitch, et elle sera publiée sous le titre Le désir et la réflexion dans la philosophie de Spinoza. Donc là aussi, on voit l’articulation de deux thèmes qui seront importants dans sa propre philosophie. Plus tard, il succédera à son maître, et il reprendra le cours de philosophie morale et politique à la Sorbonne, où il enseignera jusqu’en 1997.
Dès la publication de l'ouvrage en 1943, il lit L'Être et le Néant et enthousiasmé par la doctrine de la liberté, rencontre son auteur, Jean-Paul Sartre. Ayant révélé  à Jean-Paul Sartre qu'étant juif en pleine Seconde Guerre mondiale, il n'avait pu poursuivre d'études supérieures, ce dernier l'aida à financer ses études de philosophie. Ils travailleront ensemble jusqu'à la mort de Sartre.
En 1947, durant le conflit pour la création d'Israël, il participe à des activités anti-britanniques avec le groupe terroriste Lehi (également appelé « groupe Stern »). Le 7 mars, il dépose une bombe qui détruit le Colonial Club, un cercle militaire à Londres, faisant plusieurs blessés.
En mai, il est arrêté en France pour détention d'explosif avec quatre autres jeunes activistes. Incarcéré à la prison de la Santé, il écrit alors un de ses premiers articles (Antisémitisme à la Santé) publié en décembre dans la revue Les Temps Modernes. Sartre vient témoigner en sa faveur lors du procès en février 1948. N'étant pas soupçonné de l'attentat du 7 mars, il est seulement condamné à 1200 francs d'amende, le juge estimant  que « l'État juif a été reconnu par l'O.N.U. et que les sujets de l'État juif ont le droit de défendre ses frontières morales et terrestres ».
En 1950, il obtient l'agrégation de philosophie.
Il enseigne d'abord en lycée en province (Cannes, Nevers, Bourges, Vanves) et au lycée Louis-le-Grand à Paris,. Durant les années 1965-67, à la Sorbonne, il est maître assistant puis titulaire de la chaire de philosophie morale et politique (dont le « patron » est Vladimir Jankélévitch) et ce, jusqu'en 1994,. Il lui demande de diriger sa thèse de doctorat ayant pour titre Lumière, Commencement, Liberté.
Parallèlement à son enseignement, il développe sa propre philosophie, l'exprimant au fur et à mesure dans ses publications. Il traite d'abord la question de son identité de juif athée, français et laïque, dans une série d'ouvrages aux analyses très riches qui passeront pourtant inaperçus du grand public (La condition réflexive de l'homme juif, Marx et la question juive, La philosophie politique et l’État d’Israël).
Il consacre sa première thèse de doctorat à la question du désir et de la réflexion dans la philosophie de Spinoza (1969). Durant toute sa vie, il consacrera une part importante de son travail à l'étude de l'œuvre de Spinoza. Pour preuve, à plus de 85 ans, il publie une traduction de l'Éthique.
Influencé, d'une part, par la pensée subversive et eudémoniste du philosophe de l'Éthique, notamment par sa doctrine du désir et du salut, et d'autre part, par la pensée de Sartre, pour sa conception de la liberté ; il en tire une nouvelle philosophie du bonheur, un eudémonisme existentiel moderne. Pour Robert Misrahi, la question du bonheur n'est pas une question parmi d'autres, elle est la question fondamentale de l'existence, celle qui éclaire toutes les autres.
En novembre 2002, il déclenche une polémique en soutenant dans les colonnes de Charlie Hebdo, journal où il tenait alors une chronique, le livre très controversé de la journaliste italienne Oriana Fallaci, la Rage et l'Orgueil. Après que Philippe Val a proposé à Robert Misrahi de revenir sur ses propos, le journal prend ses distances avec le philosophe.
Après avoir traité du commencement et de la liberté (Lumière, commencement, liberté), il écrit un traité du bonheur. Dans le premier volume intitulé Construction d'un château, Robert Misrahi ne livre pas des concepts ou des réflexions sur le bonheur, il nous montre à travers une métaphore architecturale, ce que peut être un parcours heureux. Dans le second volume, intitulé Éthique, politique et bonheur, changeant complètement de mode expressif, il critique les fausses contradictions de notre temps. Les oppositions, entre désir et institution, et entre principe de plaisir et principe de réalité, sont dépassées par une éthique de la joie fondée sur les propres forces de l'individu, conçu comme désir et comme réflexion. Sa philosophie est une éthique, c'est-à-dire qu'elle est entièrement destinée à la conduite de l'existence. Ne se limitant pas à ce déploiement théorique du deuxième volume, il consacre le troisième volume Les actes de la joie (sous-titré poétique de la liberté heureuse) à décrire dans une langue originale, aussi poétique que philosophique, les contenus de la vie heureuse. Pour Misrahi, le bonheur n'est ni une situation sociale, ni un état d'esprit mais un ensemble d'actes qui par leur déploiement confèrent la joie, par l'autonomie, la réciprocité et la jouissance ; il s'agit de « fonder, aimer et agir ».
Il poursuit sa recherche sur le bonheur, le « préférable absolu », en déployant les conséquences politiques (Existence et démocratie) et anthropologiques (La Jouissance d'être) de sa doctrine. En 2008, il reprend l'ensemble de son parcours dans une synthèse intitulée Le travail de la liberté.
Une fois surmonté le chagrin de la disparition (en 2009) de sa femme, la psychanalyste lacanienne Colette Misrahi, il reprend la plume pour rédiger son autobiographie, La nacre et le rocher, parue en 2012 et désignée comme meilleure autobiographie de l'année par le magazine Lire.
Un colloque intitulé « Pour une éthique de la joie » lui a été consacré, à Cerisy-la-Salle, en juin 2012.
Il participe à l'Université populaire de Caen (crée en 2002 par Michel Onfray) avec un séminaire de philosophie pour la saison 2012-2013.
Robert Misrahi a toute sa vie diffusé inlassablement une philosophie en rupture avec le tragique, et en rupture avec tous les déterminismes modernes (économie, inconscient notamment), qui contraste avec tous les courants de pensée de son temps (marxisme, structuralisme, psychanalyse…).
Robert Misrahi décède le 1er octobre 2023 au Vaudreuil à l'âge de 97 ans.

## Une philosophie du bonheur par la joie
Robert Misrahi propose une philosophie du bonheur par la joie et l'action, sans déterminisme : libre et responsable grâce à la réflexion, l'être humain a la capacité de faire des choix pour construire son bonheur. Robert Misrahi fait la différence entre une liberté spontanée, et un second niveau de liberté qui est intérieure, réfléchie et consciente[réf. nécessaire]   
Au sujet du bonheur, il délaisse le courant pessimiste des philosophies du renoncement, du bonheur différé et celles du plaisir-péché ou plaisir-vice : Platon, Kant, Heidegger, Schopenhauer, Nietzsche, Sartre, sans les rejeter totalement. Il préfère, sans totalement les encenser, le courant positif : Aristote affiné par l'épicurisme, Spinoza, Thomas More.
Le philosophe a principalement abordé l'anthropologie, l'éthique, la politique ainsi que la relation à autrui. Ces aspects de la philosophie sont dans son œuvre profondément liés. L'essentiel de sa philosophie peut se résumer ainsi : « Liberté, Réciprocité (ou responsabilité), Joie ».

## La philosophie de Misrahi

### Les cinq clefs
Véronique Verdier a proposé quelques éléments pour présenter l'œuvre de Robert Misrahi, philosophe du bonheur.

#### La crise: un concept inaugural, un concept transversal
Pour Robert Misrahi au commencement est la crise ; tant pour les particuliers que pour les groupes humains, institutions, etc. Et ce, quel qu'en soit son type : crise personnelle, problème économique, accident, situation politique... La crise surgit comme l'éclatement d'un contradiction entre une situation acquise et une exigence existentielle, intellectuelle ou politique considérée comme un « préférable ». Crise qui laisse apparaître des affects associés à l'insatisfaction, au doute, à l'inquiétude, au désespoir, etc. L'analyse consciencieuse qui fait suite à l'atteinte de la limite du tolérable oblige à une prise de position qui est une révolte. Pour être efficient, ce qui est premier et actif pour Misrahi c'est le vif désir de sortir de la crise.
Concept transversal car la crise indique sa présence dans tous les cheminements existentiels : parcours individuel, saga familiale, schéma des organisations et des institutions, histoire des idées, histoire politique.

## L’œuvre
Maurice Barbot et Marc Haffen ont recensé toute l’œuvre de Robert Misrahi. La bibliographie complète est donnée en annexe de l'ouvrage Le travail de la liberté.

### Chronologie des publications de l’œuvre
- La condition réflexive de l'homme juif, Paris, R. Julliard (Ligugé, impr. Aubin), 1963, 264 p. (ISBN 978-2-26005-146-6)
- Spinoza : présentation, choix et traduction des textes, tableau synoptique, bibliographie., Paris, Seghers, , Collection Philosophes de tous les temps [n°] 6, dirigée par André Robinet., 1964, 204 p.
- Martin Buber : philosophe de la relation, Paris, Seghers, 1968, 200 p.
- Lumière, commencement et liberté, Paris, Plon, 1969 et Seuil, collection : Points essais, 1996, 447 p,  (ISBN 9782020298926).
- Le Désir et la réflexion dans la philosophie de Spinoza, Paris, Gordon and Breach, 1972.
- Marx et la question juive, Paris, Gallimard, 1972.
- La philosophie politique et l'État d'Israël, Paris, Mouton, 1975.
- Traité du bonheur T1 : construction d'un Château, t. 1, Paris, Seuil, 1981, 1995. Entrelacs, 2006
- Traité du bonheur T2 : éthique, politique et bonheur, t. 2, Paris, Seuil, 1984, 384 p. (ISBN 978-2-02-125341-2).
- Traité du bonheur T3 : les actes de la joie, t. 3, Paris, Presses universitaires de France, 1987, 1997 et Encre marine, 2010.
- Éthique, de Spinoza : Traduction, Introduction, Commentaires et Index, Paris, Presses universitaires de France, 1990, 1993 et Éditions de l'Éclat, Le Livre de Poche, 2005.
- Le Corps et l'esprit dans la philosophie de Spinoza, Paris, les Empêcheurs de penser en rond, 1992, 139 p. (ISBN 978-2-84324-039-3).
- Spinoza : le système du monde, la réalisation de soi et la félicité., Paris, Grancher, 1992.
- Le bonheur, Essai sur la joie, Paris, Hatier, 1994.
- La problématique du sujet aujourd'hui, Paris, Les Belles Lettres, coll. « Encre marine », 1994.
- La signification de l'éthique, Paris, les Empêcheurs de penser en rond, 1995.
- Existence et Démocratie, Paris, Presses universitaires de France, coll. « Questions », 1995, 256 p. (ISBN 978-2-13-068355-1, lire en ligne).
- La jouissance d'être : Le sujet et son désir, essai d'anthropologie philosophique, Paris, Les Belles Lettres, coll. « Encre marine », 1996, 2009.
- Les figures du moi et la question du sujet depuis la Renaissance, Paris, Armand Colin, 1996.
- L'être et la joie, Perspectives synthétiques sur le spinozisme, Paris, Les Belles Lettres, coll. « Encre marine », 1997.
- Qu'est-ce que l'éthique ?, Paris, Armand Colin, 1997.
- Spinoza, Paris, Armand Colin, 1998.
- Qu'est-ce que la liberté ?, Paris, Armand Colin, 1998.
- Qui est l'autre ?, Paris, Armand Colin, coll. « Philosophie », 1999, 236 p..
- Un combat philosophique : Pour une éthique de la joie, Paris, Le Bord de l'eau, 2000, 236 p. (ISBN 978-2-200-27054-4, lire en ligne). Entretiens avec Nicolas Martin.
- Désir et besoin, Paris, Ellipses, 2001, 77 p. (ISBN 978-2-7298-0891-4).
- 100 mots pour construire son bonheur, Paris, les Empêcheurs de penser en rond, 2004.
- Un juif laïque en France, Paris, Entrelacs, 2004. Recueil d'articles.
- 100 mots sur l'Éthique de Spinoza, Paris, les Empêcheurs de penser en rond, 2005, 408 p. (ISBN 978-2-84671-065-7).
- Spinoza, Paris, Médicis-Entrelacs, 2005.
- Le philosophe, le patient et le soignant, Paris, Les Empêcheurs de penser en rond, 2006.
- La ville heureuse, Paris, Librairie la Brèche Éditions, 2007  (ISBN 978-2912753274)
- Le Travail de la liberté, Paris, Le Bord de l'eau, coll. « Nouveaux classiques », 2008, 292 p. (ISBN 978-2-35687-011-7). Version numérique Le Travail de la liberté (ISBN 978-2-35687-385-9).
- Savoir vivre. Manuel à l'usage des désespérés : entretien entre Hélène Fresnel et Robert Misrahi, Paris, Les Belles Lettres, coll. « Encre marine », 2010.
- Le Bonheur : Essai sur la joie, Nantes, les éditions nouvelles Cécile Defaut, 2011, 145 p. (ISBN 978-2-35018-094-6).
- La Construction du Bonheur, Paris, Le Bord de l'eau, 2012, 95 p. (ISBN 978-2-35687-196-1). Livre + film sur DVD : D'après un scénario de Robert Misrahi et Nicolas Martin, Dominique-Emmanuel Blanchard a réalisé un film de 98 min.
- La nacre et le rocher, Paris, Les Belles Lettres, coll. « Encre marine », 2012, 286 p. (ISBN 978-2-35088-058-7). Autobiographie.
- Robert Misrahi, pour une Éthique de la Joie - Nantes, les éditions nouvelles Cécile Defaut, 2013, 503 p.  (ISBN 978-2-35018-339-8). Colloque, du 9 au 12 juin 2012 à Cerisy-la-Salle, autour de la philosophie de Robert Misrahi sous la direction de Véronique Verdier.
- (it) La Felicità. Saggio sulla gioia, Elliot Edizioni, 2013, 148 p. (ISBN 978-88-6192-329-4). Traduit par A. Rizzi.
- La joie d'amour : Pour une érotique du bonheur, Paris, Autrement, 2014, 250 p. (ISBN 978-2-7467-3630-6) et J'ai lu, 2015, 220 p.,  (ISBN 9782290102251).
- Philosopher avec la jeunesse, Paris, Les Belles Lettres, coll. « Encre marine », 2015, 152 p. (ISBN 978-2-35088-090-7).
- Le grand Désir : éléments pour une éthique et une politique de l'accomplissement, Paris, Le bord de l'eau, 2016, 214 p. (ISBN 978-2-35687-477-1).
- Intensités : Lumières sur les petits bonheurs de la vie quotidienne et des loisirs, Paris, Le Bord de l'eau, coll. « Nouveaux classiques », 2016, 172 p. (ISBN 978-2-35687-454-2).
- Les voies de l'accomplissement : Itinéraire pour l'existence dans la littérature et la philosophie, Paris, Les Belles Lettres, coll. « Encre Marine », 2016, 160 p. (ISBN 978-2-35088-113-3).
- Sartre ou le premier chemin de la liberté : L'être et le néant, Paris, Le Bord de l'eau, 2017, 97 p. (ISBN 978-2-35687-527-3).
- Ma philosophie : Cohérence d'un sens, Paris, Le Bord de l'eau, 2018, 168 p. (ISBN 9782356875808).
- L'Eden Mozart, Paris, Le Bord de l'eau, 2018, 138 p. (ISBN 9782356876133).
- (tr) Spinoza Sözlüğü (100 mots sur l'Éthique de Spinoza), Istanbul, Otonom Yayıncılık, 2019, 296 p. (ISBN 978-6057872029). Traduit par E. Durmus.
- Plaidoyer pour un autre bonheur, Paris, Le Bord de l'eau, 2019, 220 p. (ISBN 9782356876522)
- L'étonnant pouvoir intérieur, Paris, Le bord de l'eau, 2020 (ISBN 9782356877161)
- La révolution Spinoza, Paris, Okno, 2021, 400 p. (ISBN 9782491357153)

### Articles et participation
- Texte traduit, présenté et annoté par R. Caillois, M. Francès et R. Misrahi, Notice introductive à la Correspondance de Spinoza : Œuvres complètes de Spinoza, Gallimard, coll. « La Pléiade », 1954.
- « La coexistence ou la guerre », Les Temps modernes, no Le Conflit israélo-arabe,‎ juin 1967 (lire en ligne, consulté le 9 octobre 2017)sous la direction de Jean-Paul Sartre
- « L'antisémitisme latent », Racisme et société,‎ 1969sous la direction de C. Duchet et P. de Comarmond Maspero,
- Roger-Pol Droit, Présences de Schopenhauer, Grasset, mars 1989, 332 p. (ISBN 978-2-246-41451-3), Critique de la théorie de la souffrance dans l'ontologie de Schopenhauersous la direction de Roger-Pol Droit
- « Pour une phénoménologie existentielle intégrale », Les Temps modernes, vol. Questions à l'œuvre de Sartre,‎ 1990
- Roland Caillois, Madeleine Francès et Robert Misrahi, Baruch Spinoza : Œuvres complètes, Gallimard, 1997, 1.576 (ISBN 978-2-07-010530-4).
- « Du bonheur, entretien avec Belinda Cannone », Esprit,‎ août-septembre 1998.
- Ruth Scheps, La fabrication de la mort : De la mort et de l'attachement à la vie, les Empêcheurs de penser en rond, mars 1998 (ISBN 978-2-84324-028-7). Interviews diffusées sur France Culture : https://www.franceculture.fr/emissions/les-nuits-de-france-culture/les-chemins-de-la-connaissance-la-fabrication-de-la-mort-le-0.
- Renée Bouveresse, Métaphysique, Ellipses, 1999, « La Métaphysique de Spinoza »sous la direction de Renée Bouveresse
- Christian Delacampagne et Robert Maggiori, Philosopher, t. 2, Fayard, 1980,2000, 542 p. (ISBN 978-2-213-60641-5), « Le Bonheur », signification, difficultés et voies d'accèssous la direction de Christian Delacampagne et Robert Maggiori
- Marie de Solemne, Julia Kristeva, Sylvie Germain, Robert Misrahi, Rimpoche Dagpo, Entre désir et renoncement, Albin Michel, 2005, 168 p. (ISBN 978-2-226-14909-1), Le libre désir » par Misrahi.
- Armen Tarpinian, Le chant de l'ombre, Rennes, La part commune, 2009. Préface et postface.
- Véronique Verdier, Robert Misrahi : L'Existence comme itinéraire, Lormont, Le Bord de l'eau, 2012, 173 p. (ISBN 978-2-35687-180-0). Entretiens biographiques.
- « A propos de La lune d’hiver-Liberté », Peut-être, no 4,‎ janvier 2013 (lire en ligne, consulté le 9 octobre 2017)dossier dirigé par Robert Misrahi pour la revue poétique et philosophique

## Réception et critiques
En 2024 Arno Munster a écrit un livre hommage à Robert Misrahi  Pour une éthique du désir et du bonheur ? Un hommage à Robert Misrahi En voici un des extrait les plus emblématiques :
« Pour éviter tout malentendu : La doctrine du bonheur, l'éthique du bonheur défendue contre vents et marées par Robert Misrahi, n'est pas la philosophie hédoniste exclusiviste d'un penseur « narcissique », solipsiste, réplié sur « l'ipséité» de sa propre personne et fermant ses yeux devant les réalités et les graves problèmes sociaux et politiques de notre temps; car, malgré sa critique de « l'économisme», visant principalement le marxisme, dans sa version orthodoxe, bureaucratique et stalinienne, il a toujours été un témoin lucide de notre temps et un défenseur de l'autonomie, de la liberté des individus et de la démocratie. Sa pensée politique n'est pas « récupérable» par la droite conservatrice ou l'extrême droite. Ayant salué la victoire de l'Union de la Gauche et de François Mitterrand, en 1981, il était proche de ceux qui, dans la gauche démocratique et socialiste, défendaient l'égalité, le progrès social, le coopérativisme, les associations, tout en soulignant que la gauche victorieuse au pouvoir depuis 1981, en France, avait encore un long chemin à faire pour réaliser ses vrais objectifs majeurs. Il avait appartenu aussi, pendant un certain temps, au PSU, à la même époque que Michel Rocard et Gilles Martinet ; il était l'ami de Edgar Morin et d'Olivier Révault d'Allonnes, porteur de la Grande Croix de la Résistance. Il est mort le ler octobre 2023, à Saint-Cyr-du-Vaudreuil (Eure), en Basse-Normandie, à l'âge de 97 ans, exactement une semaine avant le terrible pogrom commis par les terroristes du Hamas en Israël qui a coûté la vie à 1200 Juifs, majoritairement des habitants des Kibboutzim, situés dans le Sud d'Israël, donc des Israëliens engagés plutôt à gauche. Même s'il est hors de doute que Misrahi, s'il avait été encore en vie, aurait violemment condamné ces actes barbares commis au nom de l'antisémitisme de l'islamisme politique radical et de la haine de l'Etat Juif, il n'est pas sûr qu'il aurait aussi approuvé totalement la sur-réaction israëlienne, à savoir cette riposte disproportionnée qui, avec ses bombardements incessants, a fait autant de victimes dans les rangs de la population civile palestinienne, majoritairement des femmes et des enfants.
Malgré son appui indéfectible à Israël, il ne sympathisait pas avec les « hardliners» de l'Etat hébreux, misant exclusivement sur la force militaire et refusant toute négociaton et tout compromis. C'était un philosophe humaniste qui avait espéré que les « Accords d'Oslo » aboutissent à un règlement pacifique du conflit avec les Palestiniens. Comme le prouve un paragraphe de son autobiographie, il était, avec quelques réserves, favorable au dialogue israélo-palestinien. Robert Misrahi nous laisse une œuvre immense et impressionnante qui met en scène les actes de création et de responsabilité du sujet, à savoir de l'individu libéré de la soumission et de la servitude qui sont en fait le déploiement même du Désir et de la Liberté. Née à l'entrecroisement de l'existentialisme sartrien et de la philosophie rationaliste de Spinoza, sa pensée, opposée au nietzschéisme, à toutes les éthiques du devoir, mais aussi à la « théologisation » de la phénoménologie par Lévinas, cette pensée est dans son fond même, une philosophie existentielle du bonheur, du « savoir vivre », du sujet et de la liberté défiant toutes les idéologies et tous les dogmatismes au nom du désir du sujet, de la vie et de la joie d'être. » (pp 166-167)

Dans sa Contre histoire de la philosophie, volume 26, Michel Onfray évoque l’œuvre et l'existentialisme de Robert Misrahi. Il construit son intervention à partir de l'autobiographie de Misrahi La nacre et le rocher et, en ce qui concerne la pensée, à partir de la trilogie Traité du bonheur : tome 1 La construction d'un château, tome 2 Éthique, politique et  bonheur, et Les actes de la joie en tome 3.
La critique par Michel Onfray de la philosophie de Robert Misrahi est condensée dans le rapport entre la vie et l’œuvre de Misrahi (les écarts entre "ce que je dis" dans les cours et dans les livres et "ce que je fais" personnellement dans la vie), les postulats ("l'être humain est libre" par exemple) et les positionnements de Misrahi dans le conflit israélo-palestinien notamment.
Michel Onfray a aussi évoqué ses convergences et ses divergences avec la pensée de Misrahi à la suite d'une question qui lui a été posée. C'est l'occasion pour Onfray d'analyser le style quelquefois ampoulé de Misrahi à partir de la méthode phénoménologique que ce dernier utilise et dont il revendique les vertus.